# Joe Keery

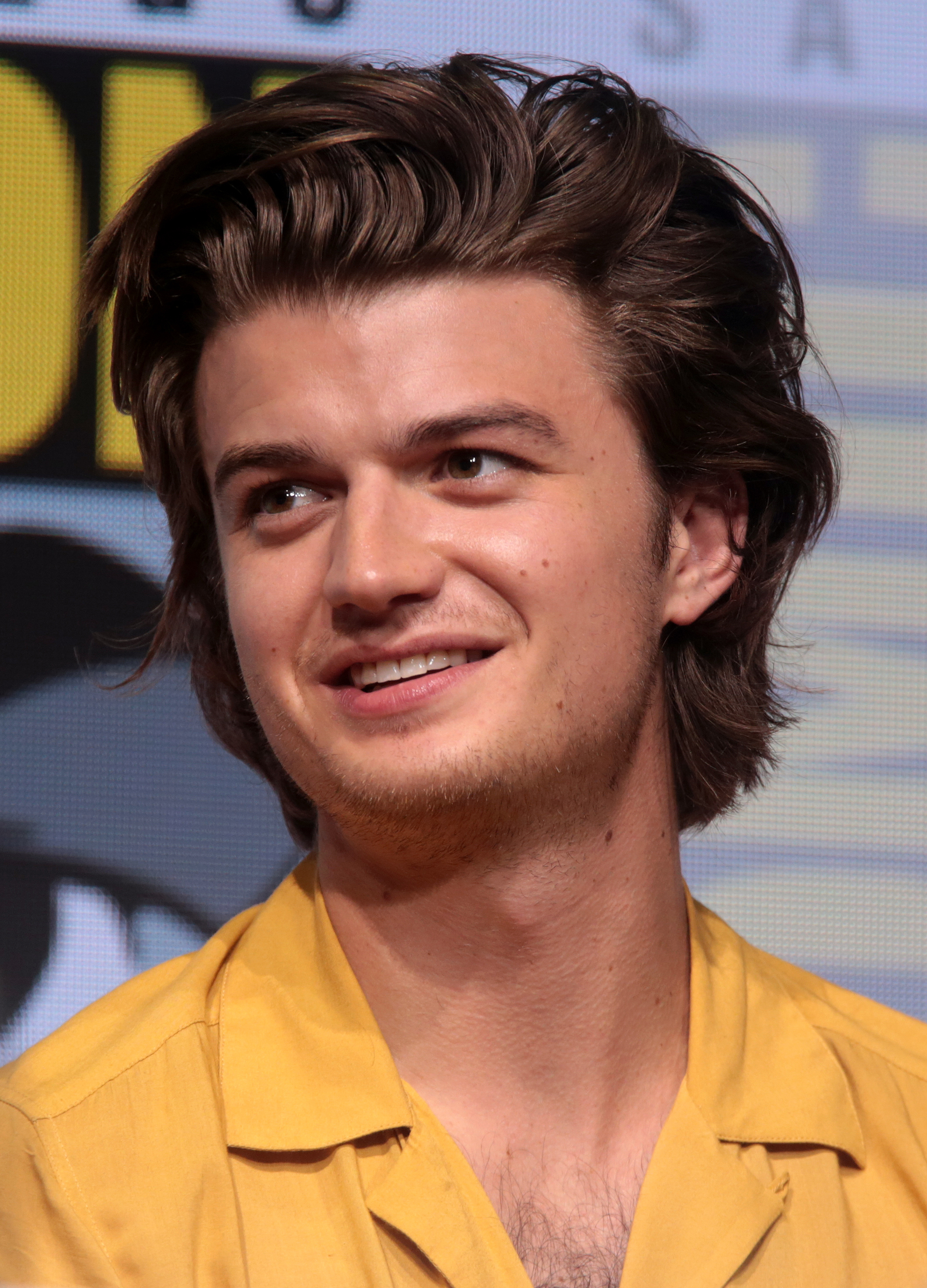
Joe Keery (2017)

Joseph David Keery (* 24. April 1992 in Boston, Massachusetts) ist ein US-amerikanischer Schauspieler und Musiker. International bekannt wurde er in der Rolle des Steve Harrington in der Science-Fiction-Mysteryserie Stranger Things. Für seine musikalischen Veröffentlichungen verwendet er den Künstlernamen Djo.

## Leben
Joe Keery wuchs in Newburyport, Massachusetts als zweites von fünf Kindern auf und besuchte bis 2010 die Newbury High School. Nach der Schule besuchte er die Theaterklasse der DePaul University in Chicago und schloss sein Studium 2014 ab.
Er wurde nach seinem Abschluss für einige Rollen in den Fernsehserien Sirens oder Chicago Fire besetzt.
In der seit 2016 ausgestrahlten Netflix-Serie Stranger Things ist er in der wiederkehrenden Rolle als Steve Harrington zu sehen. Seit der zweiten Staffel gehört er zur Hauptbesetzung der Serie. 2017 wurde Keery zusammen mit seinen Mitschauspielern mit einem Screen Actors Guild Award für das beste Ensemble einer Dramaserie ausgezeichnet. 2018 und 2020 folgte je eine weitere Nominierung in derselben Kategorie.

## Musik
Keery ist auch als Musiker tätig. Mit dem Projekt „Djo“ veröffentlichte er 2019 das Album twenty twenty. Er ist außerdem Gitarrist und Sänger bei Post Animal, einer Garage- und Psych-Rock-Band aus Chicago, davor veröffentlichte Keery Musik unter dem Namen „Cool Cool Cool“.
Im September 2022 veröffentlichte er, erneut unter dem Pseudonym „Djo“, das Pop/Rock-Album DECIDE. Das Album erhielt weitgehend positive Kritiken von der Presse auf Metacritic und ist mit einer Wertung von 77 Punkten, basierend auf 6 Kritiken, bewertet. Die Bewertungen der Nutzer belaufen sich derweil auf 8,1 von 10 möglichen Punkten.
Am 4. April 2025 erschien sein drittes Album namens The Crux.

## Filmografie (Auswahl)

### Serien
- 2015: Sirens
- 2015: Chicago Fire
- 2015: Empire
- seit 2016: Stranger Things
- 2023–2024: Fargo (10 Folgen)

### Filme
- 2015: Henry Gamble’s Birthday Party
- 2016: The Charnel House
- 2017: Molly’s Game – Alles auf eine Karte (Molly’s Game)
- 2018: Slice
- 2020: Spree
- 2021: Free Guy
- 2023: Finalmente l’alba
- 2024: Pavements

## Diskografie

### Alben
- 2019: Twenty Twenty (als Djo)
- 2022: Decide (als Djo)
- 2025: The Crux (als Djo)

### Singles
- 2019: Roddy (als Djo)
- 2019: Chateau (Feel Alright) (als Djo, US: Gold)
- 2019: Mortal Projections (als Djo)
- 2020: Keep Your Head Up (als Djo)
- 2022: Change (als Djo)
- 2022: Gloom (als Djo)
- 2022: Figure You Out (als Djo)
- 2022: Half Life (als Djo)
- 2022: End of Beginning (als Djo)
- 2022: Uglyfisherman (als Djo)
- 2022: Listen (als Djo)
- 2025: Basic Being Basic (als Djo)
- 2025: Delete Ya (als Djo)
- 2025: Potion (als Djo)

## Auszeichnungen für Musikverkäufe
| Goldene Schallplatte - Dänemark - 2024: für das Lied End of Beginning - Frankreich - 2024: für das Lied End of Beginning - Italien - 2024: für das Lied End of Beginning - Neuseeland - 2024: für das Lied End of Beginning - 2024: für das Album Decide | Platin-Schallplatte - Griechenland - 2024: für das Lied End of Beginning - Kanada - 2024: für das Lied End of Beginning - Spanien - 2025: für das Lied End of Beginning 5× Platin-Schallplatte - Australien - 2024: für das Lied End of Beginning |

Anmerkung: Auszeichnungen in Ländern aus den Charttabellen bzw. Chartboxen sind in ebendiesen zu finden.
| Land/RegionAuszeichnungen für Musikverkäufe (Land/Region, Auszeichnungen, Verkäufe, Quellen) | Gold     | Platin       | Verkäufe  | Quellen              |
| -------------------------------------------------------------------------------------------- | -------- | ------------ | --------- | -------------------- |
| Australien (ARIA)                                                                            | —        | 5× Platin5   | 350.000   | aria.com.au          |
| Dänemark (IFPI)                                                                              | Gold1    | —            | 45.000    | ifpi.dk              |
| Deutschland (BVMI)                                                                           | Gold1    | —            | 300.000   | musikindustrie.de    |
| Frankreich (SNEP)                                                                            | Gold1    | —            | 100.000   | snepmusique.com      |
| Griechenland (IFPI)                                                                          | —        | Platin1      | 20.000    | Einzelnachweise      |
| Italien (FIMI)                                                                               | Gold1    | —            | 50.000    | fimi.it              |
| Kanada (MC)                                                                                  | —        | Platin1      | 80.000    | musiccanada.com      |
| Neuseeland (RMNZ)                                                                            | 2× Gold2 | —            | 22.500    | radioscope.co.nz NZ2 |
| Spanien (Promusicae)                                                                         | —        | Platin1      | 60.000    | elportaldemusica.es  |
| Vereinigte Staaten (RIAA)                                                                    | Gold1    | 3× Platin3   | 3.500.000 | riaa.com             |
| Vereinigtes Königreich (BPI)                                                                 | —        | Platin1      | 600.000   | bpi.co.uk            |
| Insgesamt                                                                                    | 7× Gold7 | 12× Platin12 |           |                      |